# 萊昂哈德施泰因山

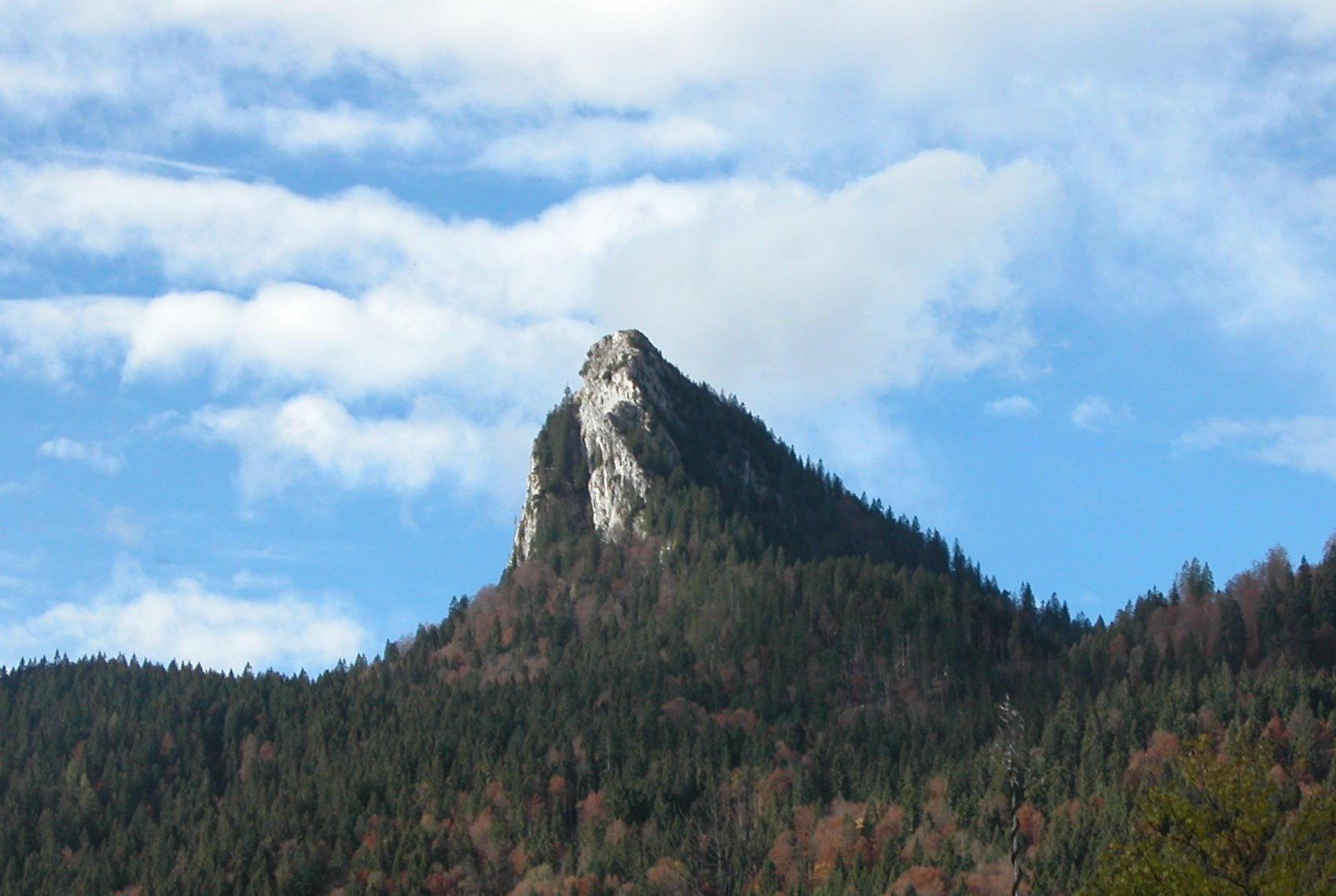

47°38′0″N 11°43′8″E / 47.63333°N 11.71889°E
萊昂哈德施泰因山（德語：Leonhardstein）是德國巴伐利亞州的山峰，位於該國東南部，屬於芒法爾山脈的一部分，處於克羅伊特附近，海拔高度1,449米。